# 池田庸熈
池田 庸熈（いけだ つねひろ、寛保3年（1743年） - 宝暦14年1月20日（1764年2月21日））は、江戸時代の武士。池田仲央の五男。池田喜以の婿養子。子に富太郎（早世）がいる。通称は市之丞。
寛保3年（1743年）、因幡国鹿奴藩主・池田仲央の五男として生まれる。のちに旗本・池田喜以の婿養子となり、宝暦12年（1762年）4月18日、初めて将軍・徳川家治に御目見したが、同14年（1764年）1月20日、家督を継がずして22歳で早世した。